# Choufli Hal
Choufli Hal (arabe : شوفلي حل), littéralement Trouve-moi une solution, est une série télévisée humoristique tunisienne, en arabe tunisien en 135 épisodes de 40 minutes, diffusée du 4 octobre 2005 au 19 septembre 2009 sur Tunisie 7 durant le mois de ramadan.
Elle est par la suite rediffusée sur la Télévision tunisienne 1 et, pour ce qui concerne la première saison, sur Al Janoubiya TV et la Télévision tunisienne 2.

## Synopsis
Cette sitcom articulée autour d'un psychothérapeute et d'une voyante permet d'exposer les problèmes de société les plus courants : adolescence, chômage, contrefaçon, crise du logement qui frappe les jeunes, etc. L'histoire raconte les aventures de Slimane, psychothérapeute, qui en a marre des gaffes de son frère et parfois de sa famille : ses filles, sa femme et sa mère qui habite avec eux.
Fadhila, la mère de Slimane, habite avec son fils et protège toujours son autre fils Sboui de son frère quand il fait des gaffes en tant que secrétaire puis coursier dans le cabinet de son frère. Elle s'est mariée deux fois dans sa vie, avec Hattab (père de Slimane) puis Omrane (père de Sboui). Elle n'arrête pas de se chamailler avec Zeineb, la femme de Slimane, mais adore Azza, la fiancée et future femme de Sboui et se voit en elle. Azza est par ailleurs la fille adoptive de Janet, voyante puis caissière dans un centre de beauté. Janet est avare et n'aime pas prêter son argent. Elle possède carrément l'immeuble où Slimane et Sboui et leurs familles habitent. Sboui et Azza ont plus tard des jumeaux : Omrane (de son nom complet Amr Omrane) et Sabra.
Zeineb, la femme de Slimane, possède sa propre boutique puis son centre et enfin sa pâtisserie. Elle est constamment jalouse de Azza et de Dalenda (Daddou), la secrétaire de Slimane à partir du troisième épisode de la deuxième saison. Dans la série, Daddou est sortie avec deux personnages, Chekib et Wassim.
Slimane et Zeineb ont deux filles : Amani, la fille aînée, est malicieuse et colérique. Elle sort avec des garçons malgré les interdictions conservatrices de son père. Fatma la cadette est elle aussi maligne et désobéissante.
Au cours de la série, lorsque Fadhila décide de s'inscrire à l'école d'éducation des adultes, Slimane engage une femme de ménage. Cette femme très curieuse, Kalthoum, n'arrête pas de parler de son mari Daoued qu'elle vénère et appelle respectueusement Sidi (Maître) Daoued. Ce dernier l'oblige à travailler pour pouvoir payer ses parties de chkobba.
La mère de Zeineb, Douja, rend souvent visite à sa fille ; elle est riche, moderne et fait tout pour paraître plus jeune. Elle sort pendant un certain temps avec Houssi. Zeineb, quant à elle, voit son amie d'enfance Feika (Foufa) qu'elle retrouve par hasard, désormais mariée à un riche homme d'affaires (Taïeb).
Dans l'immeuble, principal décor de l'histoire à ses débuts, il y a notamment un réparateur d'appareils électroniques Béji Matrix. Il n'arrête pas de manipuler Sboui pour s'amuser. Très curieux, il veut tout savoir à propos de la famille de Slimane et Sboui. Ses voisins évitent de le saluer parce qu'ils pensent qu'il porte malheur. Farid (Fouchika), qui travaille chez lui comme apprenti, est l'ami d'enfance de Sboui et Slimane. Après que Béji l'ait renvoyé de son travail, Janet le nomme concierge de l'immeuble. Il est malin et futé comme Béji même s'ils ne s'entendent pas.

## Distribution
| Personnage              | Rôle | Interprète            | Saison   | Saison    |
| Personnage              | Rôle | Interprète            | Régulier | Récurrent |
| ----------------------- | --- | --------------------- | -------- | --------- |
| Slimane Labiedh         | Psychothérapeute et professeur, il habite dans l'immeuble où se trouve son cabinet puis dans une villa à Ennasr | Kamel Touati          | 1 à 6    |           |
| Fadhila Labiedh         | Mère de Slimane, femme au foyer et veuve, elle s'est mariée avec Hattab Labiedh puis Omrane.                    | Mouna Noureddine      | 1 à 6    |           |
| Sboui                   | Demi-frère de Slimane et fils de Fadhila, secrétaire puis coursier dans le cabinet de Slimane.                  | Sofiène Chaâri        | 1 à 6    |           |
| Zeineb Labiedh          | Épouse de Slimane, propriétaire d'une boutique, puis d'un centre et enfin d'une pâtisserie.                     | Jamila Chihi          | 1 à 6    |           |
| Janet                   | Voyante et propriétaire de l'immeuble où Slimane et sa famille habite, elle n'a pas été mariée.                 | Amel Baccouche        | 1 à 6    |           |
| Azza                    | Épouse de Sboui, fille adoptive et assistante de Janet.                                                         | Kaouther Belhaj       | 1 à 6    |           |
| Amani Labiedh           | Fille aînée de Slimane et Zeineb, lycéenne puis étudiante.                                                      | Yosra Manaï           | 1 à 6    |           |
| Fatma Labiedh           | Fille cadette de Slimane et Zeineb.                                                                             | Oumayma Ben Hafsia    | 1 à 6    |           |
| Douja                   | Mère de Zeineb, veuve qui s'est mariée trois fois, notamment avec Mondher, le père de Zeineb.                   | Khadija Souissi       | 1 à 6    |           |
| Béji Matrix             | Réparateur d'appareils électroniques dans l'immeuble, ami de Sboui et Slimane.                                  | Tawfik Bahri          | 1 à 6    |           |
| Dalenda alias Daddou    | Secrétaire de Slimane, collègue et amie de Sboui, elle est fiancée.                                             | Asma Ben Othman       | 2 à 6    |           |
| Farid alias Fouchika    | Employé chez Béji puis concierge de l'immeuble, ami d'enfance de Sboui.                                         | Fayçal Bezzine        | 3 à 6    |           |
| Kalthoum                | Femme de ménage de la famille Labiedh.                                                                          | Naïma El Jeni         | 4 à 6    |           |
| Feyka alias Foufa       | Meilleure amie de Zeineb.                                                                                       | Rim Zribi             | 3 à 5    |           |
| Taïeb                   | Époux de Foufa et ami de Slimane, il est un homme d'affaires.                                                   | Ali Bennour           |          | 4 à 6     |
| Houssine alias Houssi   | Petit ami de Douja.                                                                                             | Slim Mahfoudh         |          | 1 à 6     |
| Dr Ben Amor             | Ancien professeur et ami de Slimane, psychothérapeute et président du club « Les Fans de Freud ».               | Lotfi Dziri           |          | 2 à 3     |
| Chekib                  | Premier fiancé de Dalenda.                                                                                      | Mohamed Hached        |          | 2 à 6     |
| Wassim                  | Vétérinaire au Moyen-Orient, deuxième fiancé de Dalenda et neveu de Béji.                                       | Mohamed Ali Ben Jemaa |          | 1 à 6     |
| Mohamed Ali alias Midou | Patient de Slimane, puis employé chez Zeineb dans le centre.                                                    | Lotfi Abdelli         | 5        | 4         |
| Mariem alias Mimi       | Esthéticienne chez Zeineb dans le centre.                                                                       | Saoussen Maalej       |          | 5         |
| Sadek                   | Voisin retraité de Slimane dans l'immeuble.                                                                     | Belhassen Khedher     |          | 1 à 6     |
| Daoued                  | Époux de Kalthoum et chômeur.                                                                                   | Mongi Ben Hafsia      |          | 4 et 6    |
| Omrane                  | Ancien fiancé de Janet, résident en France.                                                                     | Ali Khemiri           |          | 5         |
| Hamza                   | Camarade et ami d'Amani pendant le baccalauréat.                                                                | Mohamed Kamoun        |          | 4 à 5     |
| Hanen                   | Patiente de Slimane, souffre de problèmes à la suite de son divorce, puis mariée à un homme d'affaires italien. | Sonia Ben Belgacem    |          | 1 à 5     |
| Khaoula                 | Nouvelle voisine de la famille Labiedh à la cité Ennasr, femme au foyer et épouse d'un huissier notaire.        | Leila Chebbi          |          | 5 à 6     |
| Sonia                   | Étudiante et nouvelle habitante dans l'immeuble.                                                                | Rabeb Mejri           |          | 5 à 6     |
| Sofia                   | Étudiante et nouvelle habitante dans l'immeuble.                                                                | Bochra Soltani        |          | 5 à 6     |
| Chabrouch               | Bandit du quartier dans lequel se trouve l'immeuble.                                                            | Fathi Miled           |          | 3 à 6     |
| Feker                   | Cousin et ancien fiancé de Zeineb, PDG au Canada, fiancé avec une femme guatémaltèque prénommée Monica.         | Zouhair Erraies       |          | 4 à 5     |
| Jaghali                 | Cambrioleur et ami d'enfance de Béji.                                                                           | Chedly Arfaoui        |          | 4 à 5     |
| Si Zahi                 | Patient récurrent de Slimane, souffre de plusieurs problèmes.                                                   | Farhat Hnana          |          | 1 à 5     |
| Fadhel                  | Professeur de Fadhila à l'école d'éducation des adultes.                                                        | Moncef Loukil         |          | 4 et 6    |

## Fiche technique
- Titre original : شوفلي حل
- Titre français : Choufli Hal
- Autre titre français : Trouve-moi une solution
- Création :
- Réalisation : Slaheddine Essid (saisons 1 à 5) et Abdelkader Jerbi (saison 6)
- Scénario : Hatem Bel Hadj
- Décors : Salem Chekki
- Costumes : Sameh Ben Nessib
- Photographie : Skender Ben Slimane
- Montage : Maher Saidi et Tarek Hmida
- Musique : Mouhib Mamar
- Production : Agence nationale de production audiovisuelle (saisons 1 à 4); Établissement de la télévision tunisienne (saisons 5 et 6)
  - Production exécutive : Rached Younes
  - Coproduction :
- Sociétés de production : Agence nationale de production audiovisuelle (saisons 1 à 4); Établissement de la télévision tunisienne (saisons 5 et 6)
- Sociétés de distribution : Tunisie 7
- Pays d'origine :  Tunisie
- Langue originale : arabe tunisien
- Format : Couleur
- Genre : sitcom
- Durée : 40 minutes

## Épisodes
| Saison | Diffusion du premier épisode | Diffusion du dernier épisode | Nombre d'épisodes |
| ------ | ---------------------------- | ---------------------------- | ----------------- |
| 1      | 4 octobre 2005               | 18 octobre 2005              | 15                |
| 2      | 1er mars 2006                | 19 avril 2006                | 15                |
| 3      | 24 septembre 2006            | 24 octobre 2006              | 30                |
| 4      | 13 septembre 2007            | 13 octobre 2007              | 30                |
| 5      | 1er septembre 2008           | 1er octobre 2008             | 30                |
| 6      | 22 août 2009                 | 6 septembre 2009             | 15                |

### Fil directeur des saisons

#### Première saison (2005)
La saison raconte l'histoire d'un psychothérapeute de la classe moyenne, Slimane, qui est obligé de partager sa salle d'attente avec une voyante. Cette dernière n'est nulle autre que la propriétaire de l'immeuble où il vit et travaille, Janet. Même chez lui, sa famille se chamaille : sa mère Fadhila et sa femme Zeineb d'un côté, sa fille aînée Amani et sa benjamine Fatma.
Sa mère est aimante et plus gentille envers Sboui, son deuxième fils, le demi-frère de Slimane. Elle oblige ce dernier à engager son frère en tant que secrétaire, mais celui-ci n'arrête pas de faire des bêtises. Sboui est amoureux d'Azza, la fille adoptive de Janet. Il tente durant toute la saison de lui déclarer sa flamme mais n'y arrive qu'au dernier épisode.

#### Deuxième saison (printemps 2006)
Sboui démissionne puisqu'il est toujours en conflit avec son frère. Il est remplacé par Dalenda et se retrouve au chômage. Son frère le réengage toutefois en tant que coursier. Slimane retrouve son ancien professeur, Ben Amor, et rejoint une association de psychothérapie. On apprend enfin que Sboui a demandé Azza en mariage.
Durant cette saison, on assiste à des fêtes telles que Noël, Saint-Valentin et l'Aïd el-Kebir.

#### Troisième saison (automne 2006)
Dans cette saison, Azza et Sboui retardent continuellement leurs fiançailles. Ce dernier continue de faire des gaffes, ce qui complique leurs relations. Fouchika, un ami d'enfance des deux frères, vient habiter à Tunis et cohabite avec Sboui tout en travaillant en tant qu'assistant chez Béji. Zeineb retrouve avec beaucoup d'enthousiasme son amie d'enfance, Foufa, ce qui met Slimane en colère.
Durant cette saison, on assiste aux fiançailles de Sboui et Azza et au mois de ramadan.

#### Quatrième saison (2007)
Dans cette saison, Sboui revient de son voyage de noces à Tabarka alors que sa femme tombe enceinte. Slimane décide de construire une maison à Ennasr et a besoin que Sboui vende un terrain hérité de son père pour lui donner l'argent nécessaire à la construction. Ce dernier accepte à condition d'habiter avec eux. Amani passe le baccalauréat et tente de séduire le premier de la classe, Hamza. Quant à Dalenda, elle a des problèmes avec Chekib qui sort avec une autre femme. Fadhila s'inscrit quant à elle à l'école pour adultes.

#### Cinquième saison (2008)
Dans cette saison, Slimane, sa femme et ses filles déménagent à Ennasr. Sboui et sa femme habitent maintenant dans l'ancien appartement avec Janet et Fadhila. Les deux jumeaux Omrane et Sabra sont enfin nés alors qu'Amani va poursuivre ses études à Sfax.
Zeineb décide d'ouvrir son propre spa en collaboration avec Foufa et Janet. Cette dernière abandonne sa carrière de voyante et devient la caissière du centre de remise en forme. Quant à Midou, un ancien patient de Slimane, il se met à travailler avec eux.
Wassim revient du Moyen-Orient avec des convictions islamistes, ce qui pousse Dalenda à rompre avec lui. Ne trouvant aucune issue, elle reprend sa relation avec Chekib, son premier amour, mais finit par rompre à cause de son infidélité.

#### Téléfilm (printemps 2009)
Un téléfilm spécial, d'une durée d'une heure cinquante, est initialement prévu pour être diffusé le soir du réveillon du 31 décembre 2008. Il est finalement déprogrammé à cause de la guerre de Gaza. Le téléfilm est finalement diffusé dans la soirée du 4 avril 2009. Il raconte les aventures de Slimane, de Sbouï et de leurs familles qui se sont embarqués à Yasmine Hammamet pour passer ensemble le réveillon du Nouvel An. Le tournage se déroule à Tunis et dans le gouvernorat de Zaghouan, sans oublier le studio où la série est tournée initialement.

#### Sixième saison (automne 2009)
Dans cette saison, Sboui est révélé grâce à un réalisateur et participe à une publicité où il joue le rôle d'un volatil, ce qui le fait connaître, rendant Slimane jaloux de son frère. Amani trouve un fiancé, un collègue de travail, mais Slimane ne veut pas qu'elle se marie. Zeineb et Fadhila montent ensemble un nouveau projet de pâtisserie.
Quant à Dalenda, elle reprend sa relation avec Wassim ; ils décident de se marier et d'aller vivre au Moyen-Orient.
À la fin de la saison, Sboui et Slimane, désormais âgés, se chamaillent toujours.

## Autour de la série
- Sofiène Chaâri joue aux côtés de Kamel Touati et Mouna Noureddine, deux acteurs qui ont joué avec lui dans d'autres séries ;
- Naïma El Jeni joue dans la série à partir de la saison 4 auprès de sa fille Oumayma Ben Hafsia ;
- Oumayma Ben Hafsia joue aux côtés de Jamila Chihi, sa partenaire dans un épisode de la série française L'Instit ;
- La série est diffusée au mois de ramadan, entre 2005 et 2009, à part la saison 2 qui est diffusée en février 2006 ;
- Rim Zribi démissionne et ne tourne pas dans la saison 6. Dans la série, elle fait un voyage à l'étranger.
- La série est tournée dans un entrepôt de La Charguia transformé en studio.